# Shatt al-Arab
Sông tại Tây Nam Á
Shatt al-Arab (tiếng Ả Rập: شط العرب, nghĩa là "Bờ biển/bãi biển của người Ả Rập") hay Arvand Rūd (tiếng Ba Tư: اروندرود, "sông Arvand"), là một sông tại Tây Nam Á có chiều dài khoảng 200 km (120 mi), được tạo thành bằng sự hợp lưu của hai sông Euphrates và Tigris tại thị trấn al-Qurnah tại tỉnh Basra ở miền nam Iraq. Phần cực nam của sông tạo thành biên giới tự nhiên giữa Iraq và Iran cho đến khi đổ vào vịnh Ba Tư. Độ rộng của sông thay đổi từ 232 mét (761 ft) tại Basra đến 800 mét (2.600 ft) tại cửa sông. Người ta cho rằng luồng nước này được hình thành trong thời gian địa chất tương đối gần đây, Tigris và Euphrates ban đầu đổ vào vịnh Ba Tư qua một lòng sông xa hơn nữa về phía tây.
Sông Karun, một chi lưu của sông bên phía Iran, mang theo một lượng phù sa lớn vào sông; điều này khiến cho người ta phải tiến hành nạo vét liên tục để đảm bảo khả năng thông hành trên sông.
Khu vực quanh sông được đánh giá là có rừng chà là lớn nhất thế giới. Vào giữa thập niên 1970, khu vực có từ 17 đến 18 triệu cây chà là, tức một phần năm số cây trong 90 triệu cây của cả thế giới. Nhưng đến năm 2002, chiến tranh, nhiễm mặn, và sâu bệnh đã xóa sổ hơn 14 triệu cây chà là, gồm khoảng 9 triệu cây tại Iraq và 5 triệu cây tại Iran. Nhiều trong số từ 3 đến 4 triệu cây đang trong tình trạng xấu.
Trong văn chương Tiếng Ba Tư Trung đại và Shahnama, tên gọi اروند Arvand được sử dụng để chỉ Tigris. Người Iran bắt đầu sử dụng tên này để chỉ riêng Shatt al-Arab vào giai đoạn sau của triều Pahlavi, và tiếp tục được sử dụng sau cách mạng Hồi giáo Iran vào năm 1979.